# Chiautla kommun, Mexiko
Chiautla är en kommun i Mexiko. Den ligger i delstaten Mexiko, i den centrala delen av landet, cirka 30 kilometer nordost om huvudstaden Mexico City och strax norr om Texcoco de Mora. Huvudorten i kommunen är Chiautla. Kommunen hade 26 191 invånare vid folkräkningen 2010, varav drygt 9 500 bodde i kommunhuvudorten. Chiautla ingår i Mexico Citys storstadsområde och kommunens area är 20,70 kvadratkilometer.